# مرغ پوپی غربی
مرغ پوپی غربی(نام علمی: Anthochaera lunulata) نام یک گونه از سرده مرغ پوپی است.